# John Choi Young-su
John Choi Young-su (koreanisch: 최영수 요한; * 23. März 1942 in Hai Bei Zhen, Südkorea; † 31. August 2009 in Daegu, Südkorea) war römisch-katholischer Erzbischof von Daegu in Südkorea.

## Leben
John Choi Young-su studierte von 1961 bis 1970 an der Katholischen Universität von Korea in Seoul und empfing die Priesterweihe am 6. November 1970.
2000 wurde er von Johannes Paul II. zum Titularbischof von Sitifis ernannt und zum Weihbischof im Erzbistum Daegu bestellt. Die Bischofsweihe am 27. Februar 2001 spendete ihm Stephen Kardinal Kim Sou-hwan; Mitkonsekratoren waren Paul Ri Moun-hi, Erzbischof von Daegu, und Erzbischof Giovanni Battista Morandini, Apostolischer Nuntius in Korea. 2006 wurde er als Koadjutor-Erzbischof in Daegu bestellt. 2007 wurde er durch Papst Benedikt XVI. zum neunten Erzbischof von Daegu ernannt. Er war Mitglied der Kommission für den Klerus und die Religion und anderer Kommissionen der südkoreanischen Bischofskonferenz (CBCK).
Seinem Rücktrittsgesuch aus gesundheitlichen Gründen wurde am 17. August 2009 stattgegeben.